# معاهدة الضمان (1960)
معاهدة الضمان هي معاهدة بين قبرص واليونان وتركيا والمملكة المتحدة أعلنت في 1960.
فظرت المادة الأولى على قبرص المشاركة في أي اتحاد سياسي أو اتحاد اقتصادي مع أي دولة أخرى. وطالبت المادة الثانية الأطراف الأخرى ضمان استقلال قبرص وسلامة أراضيها وأمنها. كما سمحت المعاهدة للمملكة المتحدة بالاحتفاظ بالسيادة على اثنين من القواعد العسكرية.
وقد ذكرت المادة الرابعة في حق القوى الضامنة باتخاذ إجراءات لإعادة الوضع الحالي في قبرص، وهو أمر تم استخدامه كمبرر للغزو التركي سنة 1974. كما منحت تلك المادة القوى الضامنة الثلاث للعمل متعدد الأطراف فيما بينها أو كملاذ أخير إذا لم يكن هناك إجراء متضافر يكون ممكناً على كل ضامن بإجراء أحادي لاستعادة الوضع وفقاً للمعاهدة كدولة ديمقراطية ثنائية الطائفة واحدة مستقلة وذات سيادة. :
المادة الرابعة:
في حالة خرق أحكام هذه المعاهدة تتعهد اليونان وتركيا والمملكة المتحدة بالتشاور معًا فيما يتعلق بالاحتجاجات أو التدابير اللازمة لضمان مراعاة تلك الأحكام.
في حالة التعذر باتخاذ إجراء مشترك أو منسق، تحتفظ كل دولة من الدول الضامنة الثلاث بالحق في اتخاذ إجراء أحادي يهدف إعادة الوضع الذي أوجدته المعاهدة الحالية.
في البداية كانت الدولة المستقلة ذات الطائفتين على المحك بسبب انقلاب يوليو 1974 وتعرضت العديد من الجيوب القبرصية التركية لهجوم في بداية الانقلاب. جعلت هذه الظروف تركيا تطالب بالحق في اتخاذ إجراء من جانب واحد، وعلى النحو المنصوص عليه في المعاهدة من خلال الغزو أولاً وإنشاء جسر وممر بين كيرينيا ونيقوسيا.
في حملة الغزو الثانية غزت القوات التركية واستولت على ثلث الجزيرة، مما أدى إلى تقسيم فعلي للجزيرة وانفصال أجزاء من الجزيرة الواقعة تحت سيطرتها العسكرية. وبالتالي يعتبر المجتمع الدولي الغزو الثاني انتهاكًا للمعاهدة.
ينظر القبارصة الأتراك وتركيا إلى الغزو الثاني والتقسيم الفعلي على أنه أمر قانوني، مستشهدين بكيفية انتهاء الطائفية بالفعل منذ 1964 وما بعده. وهم يؤكدون أن التدخل التركي لم يغير الوضع الذي أوجدته معاهدات 1960 حيث كانت المجتمعات المنفصلة موجودة بالفعل قبل التدخل، بعد أن انتهكت التعديلات القبرصية اليونانية الأحكام التي تضمن المساواة في الوضع بين الطائفتين.
تم إبرام المعاهدة في نفس العام الذي تم فيه الانتهاء من دستور قبرص، وكُتبت اتفاقيتا لندن وزيورخ ومعاهدة التحالف بين قبرص واليونان وتركيا.